# アスレチック・マネジメント・アンド・サービス
アスレチック・マネジメント・アンド・サービス（英語: athletics management & services）は、スイスの電通系スポーツマーケティング会社である。アディダス創業者アドルフ・ダスラーの一家と電通との合弁会社ISLが経営破綻したのち、2001年にISLの陸上競技担当者が電通の出資を受けて設立した。国際陸上競技連盟主催の世界陸上競技選手権大会、国際サッカー連盟主催のFIFAクラブワールドカップなどに関する業務を行っている。